# Sandra Faber
Sandra Moore Faber (Boston, Estats Units, 28 de desembre de 1944) és física i doctora en astronomia dedicada a l'estudi de la formació i evolució de les galàxies, i de l'evolució de l'estructura de l'univers, a més treballa com a professora Universitària en Astronomia. És coautora de la relació Faber-Jackson.

## Trajectòria
Va estudiar la llicenciatura en física a la Universitat de Swarthmore i es va graduar amb alts honors el 1966, després va continuar la seva carrera amb un doctorat en astronomia per Harvard el 1972. A partir d'aquest any va començar el seu treball a l'Observatori Lick de la Universitat de Califòrnia, a Santa Creu (UCSC). Dos de les seves grans contribucions són la instal·lació de l'Observatori Keck a Hawái, així com formar part de l'equip de disseny de la Wide-Field Camera del telescopi espacial Hubble, i fins i tot va ajudar a identificar un problema en la lent del Hubble que va posar en risc el seu ús, ja que les fotos sortien amb aberracions esfèriques. El seu treball ha tingut gran influencia sobre la teoria del big-bang. És reconeguda en el seu camp per les seves aportacions al disseny i ús de grans telescopis.
La Relació Faber-Jackson, desenvolupada en col·laboració amb Robert Jackson a l'Observatori Lick, relaciona la grandària de les galàxies el·líptiques amb les velocitats orbitals internes dels estels que les componen. És una llei del moviment de les galàxies i va proporcionar una fórmula per determinar la distància de les galàxies.
El 1984 va escriure amb John Gallaher un article exposant que les galàxies estaven envoltades d'enormes núvols de matèria sense llum, freda i invisible, denominada matèria fosca. Tenien la hipòtesi que les galàxies havien estat formades a partir d'aquesta matèria, la qual cosa recolza el punt de vista que l'univers està constituït de matèria calenta formada per neutrins.
Faber també va formar part del grup de científics (coneguts com els set samuráis) que va identificar el "Gran Atractor", una concentració de galàxies la força gravitatòria de les quals afecta a una zona de 100 milions d'anys llum, la qual cosa sembla contradir el model expansionista de l'univers.
Entre els projectes en els quals va participar, va ajudar a crear el projecte CANDELS, que va ser la mostra estadística més gran que prenc el Telescopi Hubble de l'univers.
És la investigadora principal del projecte DEIMOS (Deep-Imaging Multiobject Spectrograph).
És membre nucli del projecte DEEP (Deep Extragalactic Evolutionary Probe), una revelació a gran escala de galàxies distants usant els telescopis bessons Keck, i el Hubble Space Telescope.
Actualment dedica el seu temps a treballar en el Lick Observatory.

## Premis i distincions
- Harvard Centennial Medal.
- Medalla Nacional de Ciència.[2]
- Franklin Institute's Bower Award.[10]
- Prize for Achievement in Science.[10]
- Medalla Bruce de la Societat Astronòmica del Pacífic.[6][10]
- Russell Prize of the American Astronomical Society.[10]
- 1985ː Premi Dannie Heineman d'Astrofísica.
- 2011ː Henry Norris Russell Lectureship.
- 2012ː Medalla Bruce.
- 2012ː Medalla Karl Schwarzschild.
- 2016ː Medalla de l'Acadèmia de Ciència de california.[2]
- 2016ː Doctorat honorari per la Amherst College.[10]